# Geschäftsordnung des Bundesrates (Deutschland)
Die Geschäftsordnung des Bundesrates (GO BR) regelt die interne Geschäftstätigkeit des Bundesrates. Sie bedarf wegen der Kontinuität des Bundesrates im Gegensatz zur Geschäftsordnung des Deutschen Bundestages (GO BT) keiner Bestätigung in bestimmten zeitlichen Abständen. Formal veröffentlicht wurde sie im Bundesgesetzblatt, sie trat allerdings schon vorher mit dem Wirksamwerden des Beschlusses in Kraft.
Die GO BR enthält neben allgemeinen Bestimmungen (Abschnitt I) Regelungen über Organe und Einrichtungen des Bundesrates (Abschnitt II), Vorbereitungen, Verfahrensgrundsätze und Geschäftsgang von Sitzungen (Abschnitt III), das Verfahren von Ausschüssen (Abschnitt IV), das Verfahren in Angelegenheiten der Europäischen Union (Abschnitt IVa) sowie Schlussbestimmungen (Abschnitt V).